# 巡爵
巡爵（じゅんしゃく）とは平安時代初期に成立した特定の官職にある官人の叙爵に関する慣例。年労制の一種。

## 概要
巡爵とは、六位蔵人・式部丞・民部丞・外記・史・近衛将監・衛門尉など特定の官職を務める六位の官人の中から、1人を年労即ち在職年数に応じて毎年正月の除目において従五位下に叙爵することをいう。殊に巡爵の事例としては、蔵人所における六位蔵人の巡爵がよく知られ、年労第一の蔵人即ち極臈が毎年叙爵に与ったとされ、叙留即ち留任の例外を除き、大概は国司に転じたという。蔵人で巡爵に与った者は殿上を退き、蔵人五位といわれ巡任に与ったとされる。
これに次ぐ大蔵丞・内記・検非違使・織部正は数年ごとに年労の高い者から叙爵を受けた。これを年労叙爵と言う。更にそれ以外の六位の文官・武官はそれぞれ「諸司」「諸衛」などの集団にまとめられ、毎年1名もしくは2名が叙爵をされた。これを諸司労・諸衛労と呼ぶが対象範囲が広かったため、年労叙爵よりも叙爵の可能性が低かった。
なお、六位蔵人では極臈になっても殿上を退くことをよしとしない者はあえて叙爵を受けず、六位に留まり、改めて最末席の蔵人となる「鷁退（逆退とも。げきたい）」という慣例が生まれた。また、蔵人以外の者でも五位に叙爵することで官位相当制の原則から官職から離れて職を失うことを恐れるようになり、敢えて巡爵を避けて六位に留まる者もいた。これは、五位以上の殿上人とそれ以下の諸大夫・地下人・侍階層の分離を進めることになった 。